# Mesa de xadrez

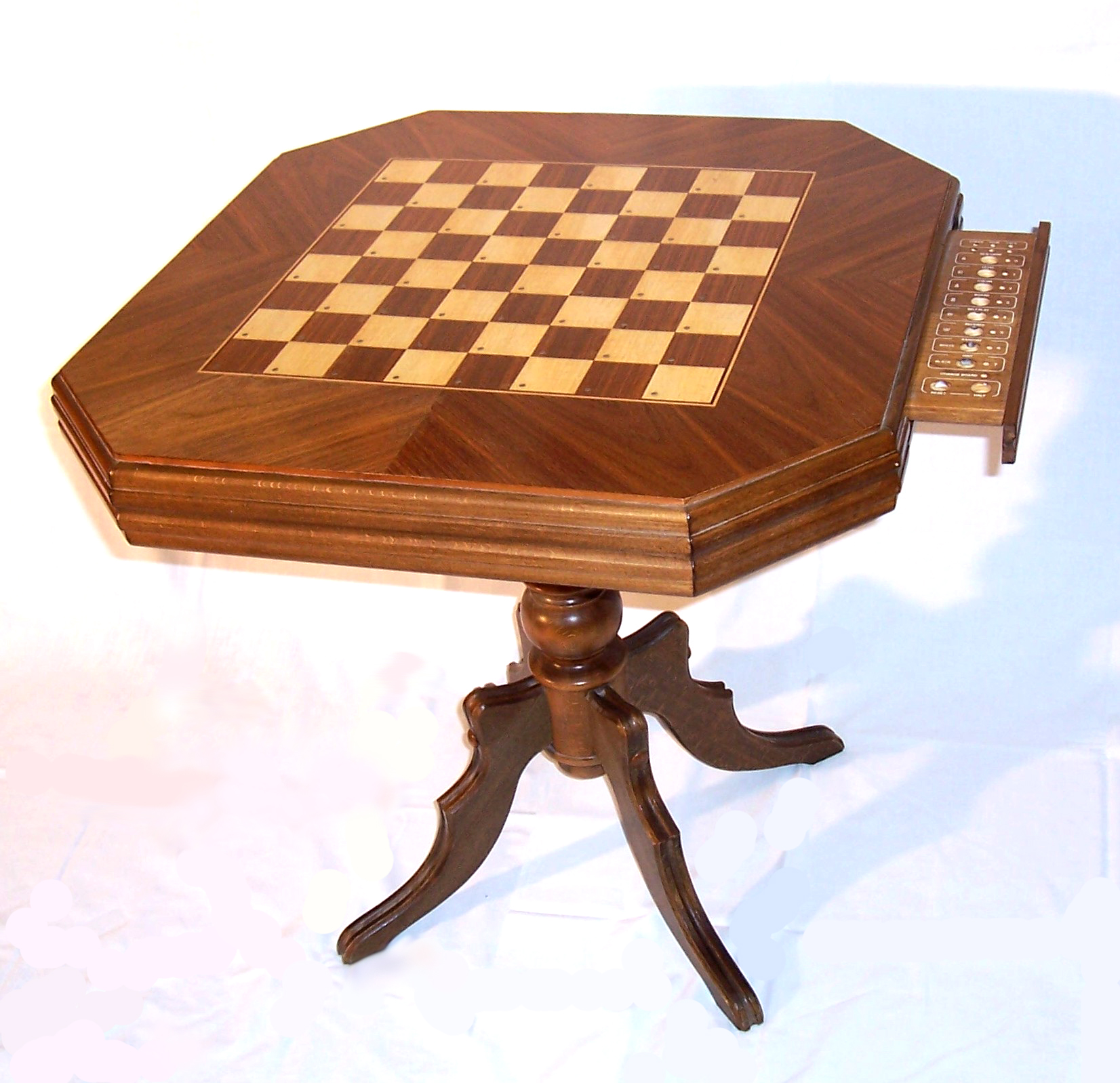
Uma mesa de xadrez

Uma mesa de xadrez é um tipo de mesa especificamente concebida para acolher uma partida de xadrez, essencialmente integrando um tabuleiro sobre a superfície superior e também às vezes com um ou várias gavetas que permitem guardar as peças quando não se utilizam.
As mesas de xadrez podem constituir também elementos de decoração. O tabuleiro pode estar pintado nas mesas baratas ou incrustado ou gravado nas mesas de mais alta gama. Geralmente fabricam-se de madeira sólida como o palisandro, cedro ou mogno. Existem também em madeira exótica.
Jogar ao xadrez não é a única função de uma mesa de xadrez, pode também servir como uma mesa habitual. Do mesmo modo, pode-se jogar ao xadrez em outro lugar diferente a uma mesa concebida a tal efeito.
Encontram-se mesas de xadrez estabelecidas em lugares públicos, por exemplo, em cafés ou no exterior, fixadas ao solo, nos parques de algumas cidades e campus universitários.